# カルメン・サンディエゴ
カルメン・サンディエゴ（Carmen Sandiego）は、1985年に米国でブローダーバンド社から発売された教育ゲーム（アドベンチャーゲーム）『Where in the World Is Carmen Sandiego?』をはじめとするゲームシリーズ、同作を原作とするテレビ番組などメディアミックス作品群の総称、および同作品群に登場する架空の怪盗の名前である。
米国以外での知名度はそれほど高くないものの、原作のゲームシリーズは1985年から2015年まで30年に渡って発売が続けられ、テレビ番組化およびテレビアニメ化、書籍化およびコミカライズなどメディアミックスが続けられており、米国内では人気のエデュテインメントコンテンツとしての地位を確立している。最初のゲーム作品から34年目となる2019年には二度目のアニメ化も行われた。

## ゲーム
最初のゲーム作品が1985年に『Where in the World Is Carmen Sandiego?』というタイトルでブローダーバンド社から発売されたのを皮切りに、1998年までに合計10作品が登場した。1998年にはブローダーバンド社の買収とともに版権はザ・ラーニング・カンパニー社に移り、他社から発売されたライセンス作品も含めると2015年までに更に11作品が登場している。
各作品の大まかな設定は、プレイヤーは「ACME」と呼ばれる組織に所属する刑事となり、各地で窃盗を繰り返す国際犯罪組織「V.I.L.E」の一味と、その首領とされる怪盗「カルメン・サンディエゴ」を追い詰め、逮捕を目指すというものである。
アドベンチャーゲームの形態を取った教育ゲームで、作品ごとでそれぞれ主題となるテーマが異なる。多くの作品は地理をテーマにしているが、歴史や国語などに焦点を当てた作品もある。

### ブローダーバンド社時代
Where in the World Is Carmen Sandiego?
1985年に発売されたシリーズ最初の作品。Apple II、MS-DOS、コモドール64など様々なプラットフォーム版が存在し、1990年に登場したPCエンジン版は『カルメン・サンディエゴを追え! 世界編』の題でパック・イン・ビデオより日本国内でも発売された（後述）。1996年にはリメイク版も発売されている。
世界地理をテーマにした教育ソフトであり、主人公は世界各地を巡りながら地理に関するヒントを元に怪盗一味を追うことになる。
Where in the U.S.A. Is Carmen Sandiego?
1986年に登場した作品。今作ではアメリカ合衆国の地理をテーマとしている。
Where in Europe Is Carmen Sandiego?
1988年の作品で、ヨーロッパ地域の地理がテーマになっている。
Where in Time Is Carmen Sandiego?
1989年に発売された。世界史をテーマにした作品であり、主人公はタイムパトローラーなどと呼称され、タイムトラベルを行いながら世界の異なる国・異なる時代にいる怪盗一味の逮捕を行なっていく。
Where in North Dakota Is Carmen Sandiego?
Where in America's Past Is Carmen Sandiego?
Where in Space Is Carmen Sandiego?
Carmen Sandiego: Junior Detective
Carmen Sandiego Word Detective
Carmen Sandiego Math Detective

### ザ・ラーニング・カンパニー社時代
Carmen Sandiego's ThinkQuick Challenge
Where in the World Is Carmen Sandiego? Treasures of Knowledge
Carmen Sandiego: The Secret of the Stolen Drums
Where in the World is Carmen Sandiego? 3 - New Carmen Adventure
2009年にフランスでニンテンドーDS向けにMindscape社から発売された作品。
Carmen Sandiego Adventures in Math
2011年から2012年に掛けてWii向けに発売された5本から成る連作である。
Where in the World Is Carmen Sandiego?
2011年にFacebook向けに登場したソーシャルゲーム版。
Carmen Sandiego Returns
2015年にWindowsおよびiOS向けに発売された作品。開発をラーニング・カンパニー社が、販売をホートン・ミフリン・ハーコート社が担った。

### PCエンジン版
1985年に登場した『Where in the World Is Carmen Sandiego?』のPCエンジン版。日本国内では『カルメン・サンディエゴを追え! 世界編』の邦題が付けられた。
1993年4月16日に富士通からFM TOWNS版『FM-TOWNS ソフトコレクション海外編23 カルメン・サンディエゴを探せ! 世界編』が発売されている。世界のデータ事典「ワールド・アルマナック」付き。

#### 声の出演
- カルメン・サンディエゴ - 藤田淑子
- チーフ - 山口奈々
- 他 - 塩屋浩三、伊倉一恵、野島健児、伊東昌市

#### スタッフ
- シナリオ：ビル・グッチ
- 音楽：マーク・マーキュリー
- 出演：リン・シグペン
- コンピュータグラフィクス：ポール・デイビス、テレンス・マーター、スカイ・スキャンInc.、ゲリー・ステファンス、エバンス&サザランド、マルタ・リンゼイ、トニー・バタフィールド、エリック・コールマイヤー、アンディ・アボット、NASA
- 日本語版翻訳：甲斐田ゆき

## テレビ番組

### PBS放送による教育番組
PBS放送による児童向け教育番組（ゲーム番組）。1991年から1995年に掛けて放映された『Where in the World Is Carmen Sandiego?』、1996年から1997年に掛けて放映された『Where in Time Is Carmen Sandiego?』の二つの番組が存在する。

### フォックス放送によるアニメシリーズ
『Where on Earth Is Carmen Sandiego?』という原題で1994年から1999年にかけてフォックス放送のFox Kids枠で放映されたテレビアニメ作品。日本でも『怪盗カルメンサンディエゴ』という題で1995年1月2日から1999年1月2日までNHK教育で放送された。全4シーズン40話。
本編はコンピュータゲーム風に描写されており、「プレーヤー」と呼ばれる少年（実写映像で登場する）がコンピュータ画面（アニメ映像およびCGで表現される）越しにカルメンの悪事を映像で観察し、カルメンはチャットによる会話でプレーヤーを挑発。プレーヤーはコンピュータを操作し、探偵役としてアイビーとザックを召還。ヒントを散りばめながら逃走するカルメンをテレポーテーションを駆使して追跡させる、という筋書きである。アドベンチャー物語の展開の合間合間に、世界の中の著名な宝物、人物、事物や地点など知識の紹介が挟まる。オープニング主題歌は、モーツァルトのオペラ『後宮からの誘拐』の太守登場の合唱曲を編曲して用いている。

#### 登場人物
プレーヤー（Player）
コンピュータを操作し、C.H.I.E.F.を介してアイビーやザックにカルメンを追わせる。実写キャストだが作中では後ろ姿のみで登場し、演者はクレジットされていない。
カルメン・サンディエゴ（Carmen Sandiego）
声：リタ・モレノ／吹き替え：一城みゆ希
国際窃盗団・V.I.L.E.の首領。特徴は赤い帽子、赤いトレンチコートと赤いハイヒールを着た知性的な美女。高技術の機器と大勢の手下を使って、世界中の有名な宝を盗み続けるが、その目的と素性は一切不明。ペットに猫のカーマインを飼っている。昔は国際的な探偵団体・ACMEの最も優秀な探偵であった。
アイビー（Ivy）
声：ジェニファー・ヘイル／吹き替え：深見梨加
カルメンを追いかける探偵で、彼と行動を共にする赤髪の少女。18歳。格闘技に長けており、プロのパイロットでもある。
ザック（Zack）
声：スコット・メンヴィル／吹き替え：高木渉
アイビーと同様にカルメンを追いかける探偵の少年で、アイビーの弟。金髪碧眼。14歳。頭脳明晰で、高い記憶力を持ち、マルチリンガルでもある。
C.H.I.E.F.（The Chief）
声：ロジャー・バンパス／吹き替え：江原正士
Computerized Holographic Imaging Educational Facilitatorの略。ACMEのリーダーで、コンピュータ内に存在するAIである。今作ではサングラスを掛けた金髪の白人男性風の外観に設定されている。オープニング冒頭で「怪盗カルメン・サンディエゴは何処だ!?（Where on Earth Is Carmen Sandiego?）」と叫んでいる。ほとんどの場合は映像内に首だけで登場するが、過去編ではロボットの姿で登場したこともある。
アルマンド（Armando）
吹き替え：森川智之
ショートゥー（Chotu）
吹き替え：成田剣
ミッシェル（Michelle）
吹き替え：渡辺美佐
アダムス
吹き替え：辻親八
タチアナ
吹き替え：小林優子
ヒラリー
吹き替え：安井邦彦
Chase Devineaux
声：パット・フラリー
ジュールズ・アージェント
声：アイリーン・トラップ
元々はカルメンの仲間だったが、現在はACME所属。27歳。香港生まれ。
シャドウ・ホーキンス
声：マーク・アザーレイ
コール・ガノン
声：-
コンピュータの天才にして、格闘技の名手。17歳。
サラ・ベラム
カルメンの仲間であるマッドサイエンティスト。同名の人物が他作品に登場することがあるが、関連性はない。

#### 作中用語
ACME
国際的な探偵団体。
V.I.L.E.
国際窃盗団。首領はカルメン。

#### 各話リスト（1994-1999）
| 話数      | 邦題      | 英題                                                |
| シーズン1 | シーズン1 | シーズン1                                           |
| --------- | --------- | --------------------------------------------------- |
| 第1話     |           | The Stolen Smile                                    |
| 第2話     |           | A Higher Calling                                    |
| 第3話     |           | Dinosaur Delirium                                   |
| 第4話     |           | By A Whisker                                        |
| 第5話     |           | The Good Old, Bad Old Days                          |
| 第6話     |           | Rules Of The Game                                   |
| 第7話     |           | Split Up                                            |
| 第8話     |           | Moondreams                                          |
| 第9話     |           | Music To My Ears                                    |
| 第10話    |           | The Play's The Thing                                |
| シーズン2 |           |                                                     |
| 第11話    |           | A Date With Carmen Pt. 1                            |
| 第12話    |           | A Date With Carmen Pt. 2                            |
| 第13話    |           | Chapter And Verse                                   |
| 第14話    |           | Skull and Double-Crossbones                         |
| 第15話    |           | Hot Ice                                             |
| 第16話    |           | All For One                                         |
| 第17話    |           | Scavenger Hunt                                      |
| 第18話    |           | When It Rains                                       |
| 第19話    |           | Déjà Vu                                             |
| 第20話    |           | Boyhood's End Pt. 1                                 |
| 第21話    |           | Boyhood's End Pt. 2                                 |
| シーズン3 |           |                                                     |
| 第22話    |           | The Tigress                                         |
| 第23話    |           | The Remnants                                        |
| 第24話    |           | Labyrinth                                           |
| 第25話    |           | Labyrinth, Part II: Woman of the Year...2101        |
| 第26話    |           | Labyrinth Part III: When in Rome                    |
| 第27話    |           | Birds of a Feather                                  |
| 第28話    |           | Shaman Spirits                                      |
| 第29話    |           | Follow My Footprints                                |
| 第30話    |           | Curses, Foiled Again                                |
| 第31話    |           | Just Like Old Times                                 |
| シーズン4 |           |                                                     |
| 第32話    |           | The Unsinkable Carmen Sandiego (Retribution Part I) |
| 第33話    |           | In Memoriam (Retribution Part II)                   |
| 第34話    |           | Maelstrom's Revenge (Retribution Part III)          |
| 第35話    |           | The Trial of Carmen Sandiego                        |
| 第36話    |           | Trick or Treat                                      |
| 第37話    |           | Timing is Everything                                |
| 第38話    |           | Cupid Sandiego                                      |
| 第39話    |           | Can You Ever Go Home Again? (Part I)                |
| 第40話    |           | Can You Ever Go Home Again? (Part II)               |

※以下、原題不明のエピソード。NHKクロニクルよると、1999年1月2日までリピートが多かった。
- SP 砂漠に消えた名画 / 遺跡コレクターの謎（日本初放送日:1995年1月2日）
- 第1話 恐竜ハイテク計画（日本初放送日:1995年4月29日）
- 第2話 史上最高のペット作戦（日本初放送日:1995年5月3日）
- 第3話 挑戦！ロウテク列車強盗（日本初放送日:1995年11月3日）
- 第4話 月面に描いた夢（日本初放送日:1996年1月1日）
- 第5話 南極に運ばれた島（日本初放送日:1996年1月2日）
- 第6話 火山島の巨大ゲーム（日本初放送日:1996年7月20日）
- 第7話 残された謎の象形文字（日本初放送日:1996年9月16日）
- 第8話 作られた天才プレーヤー（日本初放送日:1996年11月4日）
- 第9話 夢の名作コレクション作戦（日本初放送日:1997年11月3日）
- 第10話 盗まれた歴史　パートⅠ（日本初放送日：1997年11月3日）
- 第11話 盗まれた歴史　パートⅡ（日本初放送日：1997年11月3日）

### Netflixによるアニメシリーズ
『カルメン・サンディエゴ』（原題：Carmen Sandiego）というタイトルで2019年よりNetflixにて配信が開始されたアニメシリーズ。Netflixオリジナルシリーズで、アニメーション制作はDHXメディアが行なっている。
最初は各22分間のエピソード全20話予定されていたが、現在は20話を超える。そのうちの9話がシーズン1として2019年1月18日に配信された。10話がシーズン2として2019年10月1日に配信された。1話がスペシャルとして2020年3月10日に配信された。5話がシーズン3として2020年10月1日に配信された。8話がシーズン4として2021年1月15日に配信された。
原作ゲームや前作アニメとは設定を大きく変え、今作ではカルメン自身が主人公となっており、大半はカルメンの視点で物語が進行する。前作でカルメンと敵対する立場にあったプレーヤー、アイビー、ザックは今作ではカルメンをサポートする仲間となっている。また、今作のカルメンにV.I.L.E.の首領やA.C.M.E.の元職員という設定はなく、カルメン一味はV.I.L.E.とA.C.M.E.、そのどちらとも敵対する第三の勢力となっている。
世界地理をテーマにした教育番組としての側面も残されており、エピソードごとに舞台となる国や地域は様々である。多くの場合はエピソード冒頭、主人公カルメンと相棒のプレーヤーとの会話という形で、舞台となる地域の文化などの知識が紹介される。
本作の題は前述の通り「Carmen Sandiego」という単純なものだが、原作ゲームのタイトルである「Where in the World Is Carmen Sandiego?」がイントロや作中の台詞として登場する

#### 登場人物

##### カルメン一味
カルメン・サンディエゴ（Carmen Sandiego）
声：ジーナ・ロドリゲス／吹き替え：瀬戸麻沙美
本作の主人公。女性。赤い帽子、赤いコートがトレードマーク。世界各地で名を馳せる怪盗であり。国籍、人種は不明だが、赤みがかった茶色い髪に浅黒い肌を持つ。チェイスなどからは「赤い影」、仲間からは「レッド」の愛称でも呼ばれる。
赤子の頃にブエノスアイレス郊外で拾われた孤児であったとされる。その後泥棒の養成学校である「V.I.L.E.（バイル）アカデミー」のある孤島に連れてこられ、幼少期を過ごす。本名不詳であり、島民には「ブラックシープ」のコードネームで呼ばれていた。泥棒としての才能を発揮し、アカデミーに飛び級入学を果たす。そこでプロの泥棒としての訓練を受けるが、卒業試験に失格する。しかし、他の卒業生に紛れ初めて島外に出たことがきっかけでV.I.L.E.の真の悪事を知り、離反。以降は「カルメン・サンディエゴ」に名を変えプロの泥棒として独自に活動しているが、その目的は実際にはV.I.L.E.の悪事の妨害と、V.I.L.E.の壊滅である。
プレーヤー（Player）
声：フィン・ウルフハード／吹き替え：斎賀みつき
カルメンを無線通信やハッキングで遠隔からサポートする少年。「ホワイトハットハッカー」を名乗り、通信端末等では白い帽子のアイコンを使用している。カナダのナイアガラフォールズに住んでいるとされる。作中ではもっぱら薄暗い自室でコンピュータの前に座っている姿ばかりが登場しており、どのような私生活を営んでいるかは謎である。
アイビー（Ivy）
声：アビー・トロット／吹き替え：池田海咲
ボストン出身の女性で、カルメンの旅に同行し、カルメンの活動をサポートする。
ザック（Zack）
声：マイケル・ホーリー／吹き替え：バトリ勝悟
アイビーと同じくカルメンに同行するメンバーで、アイビーの弟。姉弟揃って燃えるような赤毛をしている。
シャドーさん（Shadowsan）
声：ポール・ナカウチ／吹き替え：宮崎敦吉
日本人の男性で、日本刀を携え普段から和装をしている。 元V.I.L.E.の講師。アカデミーでは折り紙の授業を通じてスリに必要な素早い指の動きの鍛錬を課す。教師陣の中ではカルメンに最も敵対的であり入学に唯一反対していたが、後にその理由も明かされ、一番の理解者となる。
原語(英語)版、日本語吹替版共に他の人物から常に「さん」付けで呼ばれているが、これが単なる敬称なのかコードネームの一部なのかは不明である。なお、日本語吹替版のクレジット標記では単に「シャドー」となっている。

##### V.I.L.E. （バイル）
世界中で泥棒を行う犯罪組織で、孤島に本部と養成アカデミーがある。アカデミーの新入生には「Valuable Imports, Lavish Exports」の略で、盗品の貿易を行う組織であると説明されているが、実際には「Villain's International League of Evil（悪徳同盟）」の略であり、窃盗に加え金融市場の操作やバイオテロなどを行い、目的遂行のためなら殺人も厭わないとしている。
五名（シャドーさんを含む）で構成される評議会がV.I.L.E.の運営、意思決定を行なっており、この五名はアカデミーの教員を兼ねている。
ブラントコーチ（Coach Brunt）
声：メアリー・エリザベス・マクグリン／吹き替え：杉山滋美
大柄な女性。アカデミーでは護身術など主に体育的な教科を受け持っている描写が見られる。カルメンを溺愛しており、「子羊ちゃん」という愛称で呼んでいる。カルメン自身も彼女を母親のように慕っており、V.I.L.E.から離反した後も度々彼女のことを思い返していた。
メールストロム教授（Dr. Gunnar Maelstrom）
声：リアム・オブライエン／吹き替え：松川裕輝
真っ白い肌に真っ白い髪をした不気味な風貌の男性。作中、アカデミーではすり変えのテクニックや潜入術を教えている。
クリオ伯爵夫人（Countess Cleo）
声：トックス・オラグンドイ／吹き替え：きそひろこ
ベラム博士（Dr. Saira Bellum）
声：シャロン・ムトゥ／吹き替え：杉山滋美
アカデミーの訓練生は世界各地から集められ、一年間の訓練を経てV.I.L.E.の正式な構成員になる。入学以前からコードネームを呼ばれていたブラックシープを除き、在学中に自らのコードネームを考えるのが「宿題」とされている。一度に少なくとも40人程度が在籍している描写がある。
クラックル（Crackle）
声：マイケル・ゴールドスミス／吹き替え：福西勝也
シドニー出身の男性。本名はグラハムで、愛称はグレイ。以前は電気技師として働いていた。ベラム博士の発明品である「クラックル・ロッド」を用いた電撃、EMP攻撃などが武器。同級生の中ではカルメンに最も好意的で、親しい友人になっていた。
ル・シェブ（Le Chevre）
声：ベルナルド・デポーラ／吹き替え：福西勝也
カルメンの同期生の男性で、高所での活動を得意としている。本名はジャン・ポール。
エル・トポ（El Topo）
声：アンドルー・ピーコ／吹き替え：松川裕輝
カルメンの同期生の男性で、モグラのように地面の下を掘って進むことができる。本名はアントニオ。
タイグレス（Tigress）
声：カリ・ウォールグレン／吹き替え：木村香央里
カルメンの同期生の女性で、本名はシーナ。鉤爪を用いた引っ掻き攻撃を多用する。カルメンとは当初から反りが合わず、入学初日からカルメンに「敵」認定されている。
マイムボム（Mime Bomb）
カルメンの同期生の男性。一切喋ることができず、パントマイムで意思疎通を行う。
ペーパースター（Paper Star）
声：キミコ・グレン／吹き替え：小若和郁那
その他にも様々な関係者が登場する。
掃除屋(日本語吹替版)／始末屋(日本語字幕版)（Cleaners）
用務員のような格好の二人組。文字通りV.I.L.E.本部の「掃除」をしている場面も多いが、実際には組織の指示で島外に行き、様々な工作活動も行なっている。
クッキー・ブッカー（Cookie Booker）
声：リタ・モレノ／吹き替え：小若和郁那
V.I.L.E.の会計係の女性。年に一度だけ、同じ日同じ時間にV.I.L.E.本部の孤島にボートでやってくる。派手な色合いのファッションを好み、ある年は緑色、またある年は黄色を基調とした服装に身を包んでいた。クッキーが赤い帽子、赤いコートで島に現れた時にカルメンがそれを盗み、変装に用いたことから以降それがカルメンのトレードマークになった。また、クッキーが運んでいた組織の機密情報入りのハードディスクドライブを盗み出したことで、カルメンはV.I.L.E.への妨害活動を行うことができるようになった。

##### A.C.M.E.
「Agency to Classify & Monitor Evildoers（日本語字幕版では「悪人監視機構」、吹替版では「闇犯罪摘発局」）」の略で、極秘裏にV.I.L.E.の活動を追う秘密組織である。
チェイス・ドヴィノー（Chase Devineaux）
声：ラファエル・ペタルディ／吹き替え：ボルケーノ太田
フランス出身の男性で、インターポールに所属する捜査官だったが、作中でチーフによりA.C.M.E.に引き抜かれる。
ジュリア・アージェント（Julia Argent）
声：シャーレット・チュン／吹き替え：木村香央里
フランス人女性。チェイスの相棒でインターポールに配属された新人捜査官。チェイスとともにA.C.M.E.に籍を移す。
チーフ（The Chief）
声：ドーン・ルイス／吹き替え：小若和郁那
A.C.M.E.のリーダーで、チェイス、ジュリアらに指示を下す。作中ではA.C.M.E.職員が持つペン型のデバイスから投影される3Dホログラムによる通信でしか登場しない。今作ではPBS放送の教育番組でリン・シグペンが演じたチーフのイメージを踏襲し、黒人女性として設定されている。

#### 各話リスト（2019）
| 話数       | 邦題                                     | 英題                                      |
| シーズン1  | シーズン1                                | シーズン1                                 |
| ---------- | ---------------------------------------- | ----------------------------------------- |
| 第1話      | カルメン参上! 前編                       | Becoming Carmen Sandiego (Part 1)         |
| 第2話      | カルメン参上! 後編                       | Becoming Carmen Sandiego (Part 2)         |
| 第3話      | お米を守れ                               | The Sticky Rice Caper                     |
| 第4話      | 白いクジラの金貨を追え                   | The Fishy Doubloon Caper                  |
| 第5話      | フェルメール公爵                         | The Duke of Vermeer Caper                 |
| 第6話      | オーストラリアでオペラ                   | The Opera in the Outback Caper            |
| 第7話      | ペーパーを追いかけて                     | The Chasing Paper Caper                   |
| 第8話      | お宝は招きねこの中に                     | The Lucky Cat Caper                       |
| 第9話      | フレンチ・コネクション                   | The French Connection Caper               |
| シーズン2  |                                          |                                           |
| 第10話     | リオの宝石 前編                          | The Hot Rocks of Rio Caper (Part 1)       |
| 第11話     | リオの宝石 後編                          | The Hot Rocks of Rio Caper (Part 2)       |
| 第12話     | 消えた刀                                 | The Daisho Caper                          |
| 第13話     | ファッションショー                       | The Fashionista Caper                     |
| 第14話     | ボストン茶会事件                         | The Boston Tea Party Caper                |
| 第15話     | スーパーカーを狙え                       | The Need For Speed Caper                  |
| 第16話     | ニュージーランドを救え                   | The Crackle Goes Kiwi Caper               |
| 第17話     | ストックホルムで大ピンチ                 | The Stockholm Syndrome Caper              |
| 第18話     | アフリカのダイヤを守れ                   | The African Ice Caper                     |
| 第19話     | 真実を求めて                             | The Deep Dive Caper                       |
| スペシャル |                                          |                                           |
|            | カルメン・サンディエゴ: 運命のミッション | Carmen Sandiego: To Steal or Not to Steal |
| シーズン3  |                                          |                                           |
| 第20話     | タンゴとルチャリブレ                     | The Luchadora Tango Caper                 |
| 第21話     | 死者の日のピンチ                         | The Day of the Dead Caper                 |
| 第22話     | のろわれた屋敷のナゾ                     | The Haunted Bayou Caper                   |
| 第23話     | ベネチアのマスクを守れ                   | The Masks of Venice Caper                 |
| 第24話     | ロンドン塔のワナ                         | The Jolly Good Show Caper                 |
| シーズン4  |                                          |                                           |
| 第25話     | 中国の金を守れ                           | The Beijing Bullion Caper                 |
| 第26話     | 悪役アイビー大かつやく                   | The Big Bad Ivy Caper                     |
| 第27話     | どろぼうロボット登場                     | The Robo Caper                            |
| 第28話     | ヒマラヤ救出作戦                         | The Himalayan Rescue Caper                |
| 第29話     | バイルの秘宝をさがせ                     | The V.I.L.E. History Caper                |
| 第30話     | エジプトの暗号解読                       | The Egyptian Decryption Caper             |
| 第31話     | ウィンナ・ワルツにのって                 | The Viennese Waltz Caper                  |
| 第32話     | 闇におちたカルメン                       | The Dark Red Caper                        |

## その他の作品
1991年には小説家のジョン・ピールによって児童書シリーズが執筆され、1993年までに10作品が発売された。1997年にはメリッサ・ピーターソンにより再度児童書化が行われた。DCコミックスによるコミカライズ版は1996年から1997年に賭けて計4冊が刊行された。
1990年代にはサンドラ・ブロックを主演とする実写映画化がウォルト・ディズニー・ピクチャーズとウォールデン・メディアによって計画されたが、実現せずに終わった。2011年末に実写映画化が発表されており、ジェニファー・ロペスが主演すると報じられるも、これも立ち消えになったと考えられる。
2018年にはアニメ版も手がけたNetflixが、アニメ版の声優でもあるジーナ・ロドリゲスを主演とする実写版映画を企画していると報じられた。